# شارل غراف
شارل غراف (بالألمانية: Charly Graf)‏ (مانهايم، 16 نوفمبر 1951) ملاكم محترف ألماني سابق.
كان أول سجين ألماني يشارك في البطولة الوطنية للملاكمة ويفوز بها.

## حياته
ولد شارل في مدينة مانهايم في ألمانيا من أم ألمانية ووالده كان جندي أمريكي من أصول إفريقية.
سُجن شارل عدة مرات تعرف فيها على بيتر جيرجن بوك، عضو سابق في جماعة الجيش الأحمر، وكان لهذا اللقاء الأثر في حياة شارل حيث ابتعد على عالم الإجرام وعاد لعالم الملاكمة.

## إنجازاته
في 21 أوت 1985، فاز شارل ببطولة ألمانيا للملاكمة في الوزن الثقيل وفاز بها بعد فوزه على نوفاك رادونوفيتش. إلا أنه خسر اللقب ضد توماس كلاسن في 29 نوفمبر 1985. كان لنفوذ المتعهد ويلفريد زاورلاند الأثر الواضح في فوز كلاسن. وهو ما اعترف به هذا الأخير في الفيلم الوثائقي مقاتل بالفطرة، حكاية الملاكم شارلي غراف  وأسند البطولة لشارل كما هو كان مفترض أن يكون في نهاية المبارات التي دارت بينهما.

## روابط خارجية
- شارل غراف على موقع IMDb (الإنجليزية)
- شارل غراف على موقع بوكس ريك (الإنجليزية) (registration required)